# Władimir Ekk

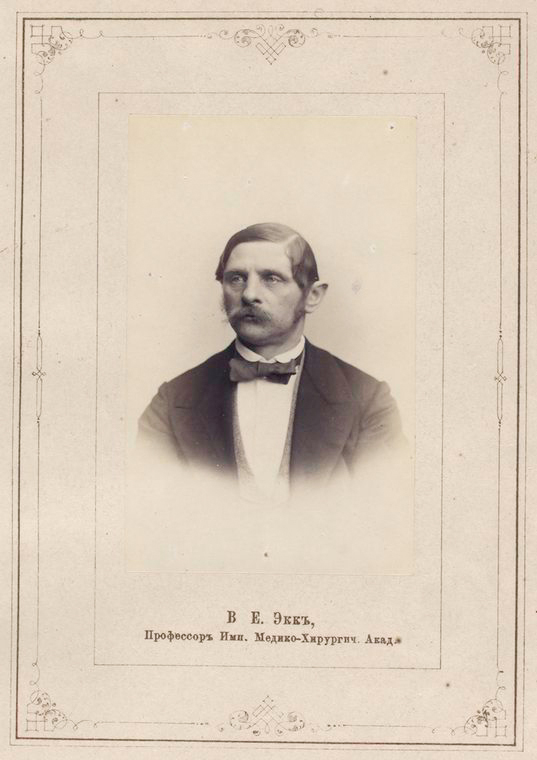
Władimir Ekk

Władimir Jegorowicz Ekk (ros. Владимир Егорович Экк, ur. 1818, zm. 1875) – rosyjski lekarz.
Od 1833 był wolnym słuchaczem na wykładach w Cesarskiej Akademii Medyko-Chirurgicznej w Sankt Petersburgu. Studia ukończył w 1838 roku. W 1841 został wysłany na stypendium zagraniczne. Od 1844 jako adiunkt wykładał diagnostykę na Akademii Medyko-Chirurgicznej. W 1845 po przedstawieniu dysertacji De pneumonia otrzymał tytuł doktora medycyny. W 1848 mianowany profesorem zwyczajnym.
Ożenił się z Aleksandrą Zdekauer (1824-1870), córką Teodora Zdekauera (1776–1836). Z tego małżeństwa urodziło się pięcioro dzieci, w tym lekarz Nikołaj Ekk i Edward, generał rosyjskiej armii.

## Wybrane prace
- О скоротечных просяных бугорках. Записки по части врачебн. наук (1846)
- Взгляд на современное состояние врачебной диагностики, с изложением плана преподавания этой науки (1847)
- Описание инфлюэнцы или гриппа вообще и эпидемии этой болезни в 1847 г. в особенности (1847)